# 盲長屋梅加賀鳶
『盲長屋梅加賀鳶 』（めくらながや うめが かがとび）は歌舞伎の演目。河竹黙阿弥作。明治19年（1886年）3月、東京千歳座初演。通称「加賀鳶」（かがとび）。全六幕。

## 明治の生世話物の傑作
黙阿弥が五代目尾上菊五郎のために書いた、明治期の江戸生世話物狂言の傑作として知られる。加賀藩お抱えの火消人足「加賀鳶」の頭、梅吉の妻おすがをめぐる間男騒動と、悪党の按摩竹垣道玄の悪事の行状をない交ぜにした構成だが、道玄を得意とした六代目尾上菊五郎により演出が洗練され人気を集めたので、現在では道玄の件のみが上演され、加賀鳶の件は「本郷通町勢揃い」のみ序幕として上演されている。
菊五郎は尊敬する四代目市川小團次が初演した『勧善懲悪覗機関』（村井長庵）をやりたかったが、これは菊五郎のニン（柄）に合わないと考えた関係者の意向を汲んで、黙阿弥が「村井長庵」の細部の筋書きを元に新たに書き直したものである。重厚で陰惨な『村井長庵』に比べるとよりすっきりとした筋立てで、明るく、粋と娯楽に富んでおり、小團次と菊五郎の芸風の違いを知り尽くした黙阿弥の手腕が光る一編となっている。

## 内容

### 全体の構成
＊印が今日主に上演される場面。
- 序幕　　　
  - 湯島天神境内の場
  - 御茶の水土手際の場＊
- 二幕目
  - 本郷通町勢揃いの場＊
  - 天神前梅吉内の場
- 三幕目
  - 菊坂盲目長屋の場＊
  - 同竹町質見世の場＊
- 四幕目　　
  - 小日向関口内の場
  - 天神前梅吉内の場
- 五幕目
  - 小石川水道橋の場
  - 西念寺墓場外の場
  - 日蔭町松蔵の場
- 六幕目　　
  - 菊坂道玄借家の場＊
  - 加州候表門の場＊
  - 本材木町自身番の場

### 序幕

#### 本郷通町勢揃いの場
町火消と加賀鳶の喧嘩騒ぎで町内は騒然としている。松蔵に率いられ加賀鳶の面々が一人ずつ名乗りを上げる。そこへ梅吉が止めに入り命を賭けて説得する。皆々頭の顔を立てて引き上げる。
鳶の面々が語る美文調の名乗りに黙阿弥の技巧が光る。『青砥稿花紅彩画』（白浪五人男）の「稲瀬川勢揃いの場」とならぶ様式美あふれる一幕。原作では二幕目だが、今日では序幕として上演される。

### 第二幕

#### 御茶の水土手際の場
悪党道玄が持病に苦しむ百姓太次右衛門を介抱する振りをして殺害し金子を奪う。おりしも通りかかった加賀鳶の頭松蔵に見咎められるも、道玄は悠然と按摩の笛を吹いて立ち去る。

### 第三幕

#### 菊阪盲目長屋の場
道玄は殺害した太次右衛門の妹おせつを女房に迎え、太次右衛門の娘おあさを近所の豪商伊勢屋に奉公に出しているが、毎日酒と賭博に入り浸り女按摩おさすりお兼を愛人にしている有様。おせつの嘆きをよそに、道玄とお兼はおあさを苦界に売り飛ばしおあさが主人から五両恵んでもらったことをねたに悪事をたくらむ。

#### 竹町質店の場
おあさの贋手紙をこしらえた道玄とお兼は、伊勢屋の主人に面会しおあさが同衾したと因縁を吹っかけ強請りを働くが、駆けつけた松蔵に、道玄の落とした煙草入れを証拠にお茶の水の殺人を仄めかされ、二人はすごすごと退散する。
「もとより話の根無し草、嘘をまことに拵えて金を強請りにきた道玄・・・」「しかも正月十五日、月はあれども雨雲に、空も朧の御茶の水・・・」など黙阿弥得意の五七調の名台詞「厄払い」が聴き所である。

### 第四幕

#### 菊坂道玄借家の場
長屋では、赤犬が血のついた衣類を道玄宅の床から掘り出して大騒ぎである。実は道玄が御茶ノ水の殺人のとき返り血のついた服を埋めて証拠隠滅を図っていたのであった。一大事とばかり道玄はお兼ともに逃亡をはかるが、すでに遅く捕り手に踏み込まれる。お兼はあえなく捕縛され、道玄はほうほうの態で逃げ去る。

#### 加州侯表門の場
加賀藩上屋敷の表門まで逃げてきた道玄だが、悪運尽き捕り手に捕縛される。
ここは世話だんまりで演じられ、道玄の滑稽な逃げ方が笑いを誘う。

## 解説と逸話
凝り性の五代目菊五郎は、本作にはかなり力を入れていた。関係者から意見を聞いて現地調査を行い加賀鳶の扮装を再現したり、古道具屋でくたびれた羊羹色の羽織を購入し道玄の衣装とするほどであった。また、五幕目の死神は、歴代菊五郎のお家芸というべき怪談物を意識したもので、幼少のころ見た祖父の三代目菊五郎の死神を再現しようと、河鍋暁斎・大蘇芳年ら画家らの意見をもとに作り上げ、あまりの凄さに客席に居た三遊亭円朝は絶叫したという。
道玄役を得意とした六代目菊五郎は、一番の眼目を質屋の強請り場と位置づけ「道玄はここさえできたらよい」と言っていた。芸を競い合う仲だった初代中村吉右衛門が勤める松蔵とのやりとりは、「しかも正月十五日　月はあれども雨雲に　空も朧の御茶ノ水」という名調子の台詞もあいまって火花を散らすような凄さだったという。
昭和24年 (1949) 1月、東横劇場で道玄を勤めていた菊五郎は眼底出血で倒れ、再起できぬまま死去、これが図らずも最後の舞台となった。このとき代役を務めた二代目尾上松緑に病床から「うまくなくってもいいから、行儀よくやりな」と道玄の心構えを説いている。悪党ながらもどこか間の抜けたところがあり、かつ品格と現実性が求められる演技は、この二代目松緑や、十七代目中村勘三郎、五代目中村富十郎らによって継承された。
お兼は、腕のいい脇役が演じると劇の内容が濃くなる重要な役柄である。初演時は四代目尾上松助が好評だったが、昭和以降は三代目尾上多賀之丞が絶品で、彼は80歳近くまで色気と江戸前の粋さを失わなかった。
「勢揃い」は木遣歌や神田祭礼の唄が流れる中、粋な鳶の者の名乗りだけを見せる顔見世形式の華麗な一幕である。現行の演出では、名乗りを上げる鳶の者の数は原作の倍以上もいる。黙阿弥の手によるものは松蔵・巳之助・尾之吉・五郎次・兼五郎・石松の5人の科白のみで、他は後世の加筆である。
加賀鳶とは、加賀藩江戸藩邸が抱えていた火消人足である。火事の多い江戸には、奉行所に直属する「町火消」のほかに、各大名がそれぞれの屋敷や武家町を火災から守るためにそれぞれ抱えた「大名火消」がいた。中でも加賀鳶は派手な衣装と独自の髪型で人気が高く、加賀百万石・準御三家といった家格の誇りもあって、町家と大名屋敷が隣接する地域では火事の度に威勢のいい町火消との衝突が絶えなかった。本作の序幕でもその場面が描かれている。
「赤門前の場」の捕物は『東海道四谷怪談』の「隠亡堀の場」や『神明恵和合取組』（め組の喧嘩）の「八ツ山下の場」とならぶ、世話だんまりの傑作のひとつに数えられている。追い詰められた道玄が、暗闇の中で捕り手の声を真似たり、相手の急所をつかんだりと、はらはらする場面のなかにも可笑しいさを混ぜていることから人気が高い。六代目菊五郎は捕り手の弟子たちに「俺らぁ動かねえよ、動くのはてめぇたちだよ」と教えていたという。

## 初演時の配役
- 竹垣道玄・梅吉・死神 - 五代目尾上菊五郎
- 関口藤左衛門・松蔵 - 七代目市川團蔵
- 巳之助・伊勢屋与兵衛 - 二代目坂東家橘
- おさすりお兼・雷五郎次 - 四代目尾上松助
- 昼っ子尾の吉・お民 - 二代目尾上菊之助
- 桜木のお花・梅吉女房おすが - 岩井松之助
- 太次右衛門・おせつ・兼五郎 - 五代目市川壽美藏
- 関口妻たえ・石松・番頭佐五兵衛 - 二代目中村傳五郎